# Elymnias bornemanni
Elymnias bornemanni är en fjärilsart som beskrevs av Ribbe 1889. Elymnias bornemanni ingår i släktet Elymnias och familjen praktfjärilar. Inga underarter finns listade i Catalogue of Life.